# 蒙叙尔 (马耶讷省旧市镇)
蒙叙尔（法語：Montsûrs，法語發音：[mɔ̃syʁ]）是法国马耶讷省的一个旧市镇，原属拉瓦勒区。2017年，蒙叙尔与市镇圣塞纳雷合并为新市镇蒙叙尔-圣塞纳雷，行政中心位于蒙叙尔。2019年，蒙叙尔-圣塞纳雷与邻近的3个市镇合并为新的蒙叙尔，改属马耶讷区。

## 地理
蒙叙尔（48°8'3"N, 0°33'13"W）面积10.85 平方千米，位于法国卢瓦尔河地区大区马耶讷省，该省份为法国西北部内陆省份，北起芒什省和奧恩省，西接伊勒-维莱讷省，南至曼恩-卢瓦尔省，东临萨尔特省。
与蒙叙尔接壤的市镇（或旧市镇、城区）包括：圣旺德瓦隆、布雷、拉沙佩勒兰苏安、热讷、圣塞纳雷、圣克里斯托夫-迪吕阿。
蒙叙尔的时区为UTC+01:00、UTC+02:00（夏令时）。

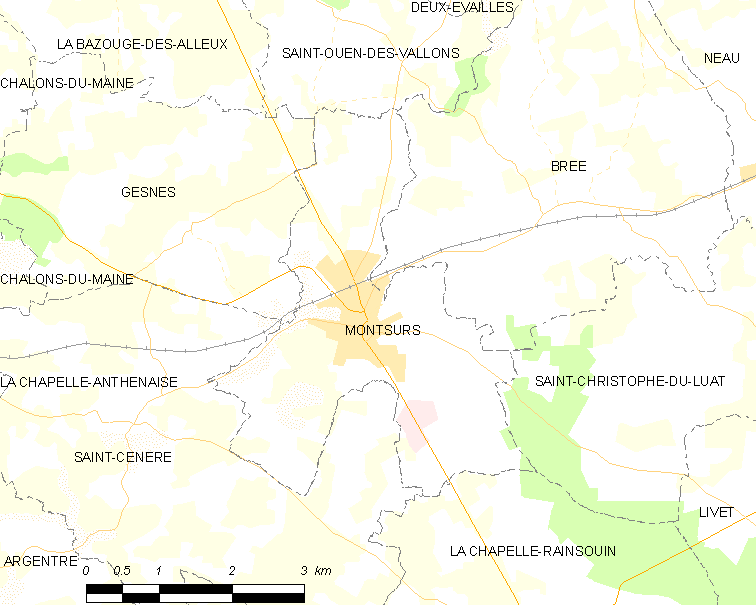
蒙叙尔的OSM定位图

## 行政
蒙叙尔的邮政编码为53150，INSEE市镇编码为53161。

## 政治
蒙叙尔所属的省级选区为埃夫龙县。

## 人口

1962-2008年间蒙叙尔人口变化图示

蒙叙尔于2018年1月1日时的人口数量为1961人。